# Charlotta Malm-Reuterholm
Lovisa Charlotta Malm-Reuterholm (Strängnäs, 1768-Estocolmo, 1845) fue una noble, escritora y pintora sueco-finesa.

## Biografía
Hija del mayor Jacob Georgsson Malm (1735-1789) y Eleonora Lovisa von Köhnnigstedt (1745-1821), se casó con el barón Axel Christian Reuterholm (1753-1811) quien fue nombrado presidente del Tribunal de Apelaciones de Vaasa, y con el que tuvo tres hijos, aunque solo uno alcanzó la edad adulta.
Pintora autodidacta, retrató a sus amistades y parientes y dibujó muchos paisajes. Escribió además un libro de salmos en tres partes de 1820 a 1846.
Fue enterrada en la Catedral de Strängnäs en la Diócesis de Strängnäs, Suecia.